# Байжанов, Аппак
Аппа́к Байжа́нов (1824—1887) — первооткрыватель Карагандинского угольного бассейна. Родился и вырос в урочище Караганды, расположенном в 25 км к югу от реки Нура. Происходит из подрода сармантай рода куандык племени аргын.
В 1833 году обнаружил открытый пласт каменного угля возле аула Майкудык (ныне жилой массив Майкуду́к города Караганды). Зная о горючих свойствах угля, Байжанов начал добывать уголь и обеспечивать топливом близлежащие аулы. В честь Аппака Байжанова названы улица и угольная шахта в городе Караганде. Ему поставлен памятник перед областным историко-краеведческим музеем.